# Achyrolimonia staneri
Achyrolimonia staneri är en tvåvingeart som först beskrevs av Alexander 1956.  Achyrolimonia staneri ingår i släktet Achyrolimonia och familjen småharkrankar. Inga underarter finns listade i Catalogue of Life.